# Reijo Vihko
Reijo Kalevi Vihko, född 7 februari 1939 i Helsingfors, är en finländsk läkare och professor emeritus.
Vihko blev medicine och kirurgie doktor 1966. Han var 1972–2004 professor i klinisk kemi vid Uleåborgs universitet och chef för universitetssjukhusets centrallaboratorium; vetenskaplig chef för Biocenter Oulu 1986–1989. Han var 1982–1986 forskarprofessor vid Finlands Akademi och dess generaldirektör 1996–2004. År 1982 tilldelades han Matti Äyräpää-priset och 2000 utnämndes han till hedersdoktor vid Åbo universitet. År 1982 utnämndes han till ledamot av Finska Vetenskapsakademien.
Vihko har bedrivit forskning kring steroidhormoner och med dem sammanhängande cancerformer samt inresekretoriska sjukdomar.